# Ctenophryne minor
Ctenophryne minor är en groddjursart som beskrevs av Richard G. Zweifel och Myers 1989. Ctenophryne minor ingår i släktet Ctenophryne och familjen Microhylidae. IUCN kategoriserar arten globalt som otillräckligt studerad. Inga underarter finns listade i Catalogue of Life.